# شون ثورنلي
شون ثورنلي (بالإنجليزية: Sean Thornley)‏ مواليد 31 مايو 1989 في برستل، هو لاعب كرة مضرب إنجليزي يلعب باليد اليمنى. أعلى تصنيف له في الفردي كان المركز الـ 538 في سنة 2011. أعلى تصنيف له في الزوجي كان المركز الـ 160 في سنة 2012.

## روابط خارجية
- شون ثورنلي على موقع رابطة محترفي التنس (الإنجليزية)
- شون ثورنلي على موقع الاتحاد الدولي لكرة المضرب (الإنجليزية)
- شون ثورنلي على موقع خلاصة التنس.كوم (الإنجليزية)
- شون ثورنلي على موقع إي إس بي إن.كوم (الإنجليزية)